# Casino Royale (film, 1967)
Pour les articles homonymes, voir Casino Royale.
Pour plus de détails, voir Fiche technique et Distribution.
Casino Royale [kæˈsinoʊ ˈɹɔɪəl] est un film d’espionnage parodique américano-britannique coréalisé par Val Guest, Kenneth Hughes, John Huston, Joseph McGrath et Robert Parrish, sorti en 1967.
Le film débute alors que James Bond a été anobli et est devenu Sir James. Il a pris sa retraite et vit dans son château en Écosse. Une délégation des chefs des services secrets américain, français, soviétique, et son ancien patron, « M », chef des services secrets britanniques, viennent lui demander de reprendre du service. Bond refuse. « M » lui présente un pli scellé de la reine mais Bond refuse encore (« même pas pour elle », dit-il). Pour le convaincre enfin, « M » fait exploser le château de Bond. « M » ayant péri dans l'explosion du château, Bond part présenter ses condoléances à la veuve de son ancien patron, lady Fiona McTarry (McTarry étant le vrai nom de feu « M »). Mais Bond ignore que le château des McTarry a été occupé par les agents de l'organisation SMERSH, parmi lesquels l'agent Mirabelle qui se fait passer pour lady Fiona.

## Synopsis
En prologue, l'inspecteur Mathis des services spéciaux rencontre puis accompagne Evelyn Tremble qui répond au nom de Bond dans une vespasienne publique en France.
Sir James Bond 007, est un espion britannique légendaire qui a pris sa retraite il y a 20 ans, il reçoit la visite de M, le chef du MI6 britannique, du représentant de la CIA Ransome, du représentant du KGB Smernov et du représentant du Deuxième Bureau Le Grand. Tous implorent Bond de sortir de sa retraite pour s'occuper de l'organisation terroriste  SMERSH, qui a éliminé des agents. Bond rejette leurs appels. Il tient bon, et son manoir est détruit par un mortier sur ordre de M, qui meurt dans l'explosion.
Bond rend la dépouille de M (un toupet) à sa veuve, Lady Fiona McTarry, dans le domaine écossais de M. Cependant, la vraie Lady Fiona a été remplacée par l'agent Mirabelle du SMERSH. La maison a été remplie par de belles femmes. Le SMERSH vise à détruire « l’image célibataire » de Bond. La multitude de beautés ne parvient pas à séduire Bond, et Mimi/Lady Fiona est tellement impressionnée qu'elle aide Bond à déjouer le complot contre lui et rejoint un couvent.
Sur le chemin du retour à Londres, Bond survit à une autre tentative d'assassinat du SMERSH à l'aide d'un camion de lait radioguidé et piégé.
À Londres, Bond prend son service en tant que chef du MI6. Il apprend que de nombreux agents britanniques à travers le monde ont été éliminés par des espions ennemis en raison de leur incapacité à résister au sexe. Bond apprend également que son homonyme « James Bond » est allé travailler à la télévision et que son neveu Jimmy Bond est à la Jamaïque. Avec l'aide de sa secrétaire Marie-Minette (Moneypenny en VO), Il crée un programme rigoureux pour former les agents masculins à ignorer les charmes des femmes. Marie-Minette recrute Cooper, un expert en karaté. Bond ordonne que tous les agents restants du MI6 soient nommés « James Bond 007 », pour confondre le SMERSH. Cooper/Bond se mesure à un agent féminin exotique connu sous le nom de la « Nouvelle Arme Secrète » (The Detainer en VO).
Bond engage Vesper Lynd, une agent à la retraite devenue millionnaire, pour séduire et recruter l'expert en baccara Evelyn Tremble, qu'il a l'intention d'utiliser pour battre l'agent du SMERSH "Le Chiffre". Celui-ci a détourné l'argent du SMERSH et cherche désespérément à dissimuler son vol avant d'être exécuté. Evelyn Tremble/Bond suit alors le programme de formation des James Bond comprenant la démonstration par Q et son assistant Fordyce de plusieurs gadgets.
À la suite d'un indice de l'agent Mirabelle, Bond part dans un temple en Inde pour persuader sa fille cachée née de son union avec Mata-Hari, Mata Bond, de se rendre à Berlin-Ouest et d'infiltrer l'International Mothers' Help, un service au pair qui est en fait un centre de formation du SMERSH. Mata découvre un projet visant à vendre des photographies compromettantes de chefs militaires des États-Unis, de l'URSS, de la Chine et de la Grande-Bretagne lors d'une « vente aux enchères d'art », en fait un projet de collecte de fonds du Chiffre. Mata détruit les photos, laissant la seule option restante au Chiffre de récupérer l'argent au baccara.
Tremble arrive en France puis est accompagné par l'inspecteur Mathis au Casino Royale où il retrouve dans sa chambre Lynd, qui déjoue une tentative de la séduisante agente du SMERSH, Julie Lacuisse (Miss Goodthighs en V.O.), de l'empoisonner. Plus tard dans la nuit, Tremble observe Le Chiffre au casino et se rend compte qu'il utilise des lunettes de soleil infrarouges pour tricher. Lynd vole ses lunettes de soleil, permettant à Evelyn de finalement le battre dans une partie de baccara. Lynd est apparemment enlevée à l'extérieur du casino et Tremble est également kidnappé alors qu'il la poursuivait en Formule 3. Le Chiffre, désespéré de remporter la mise, torture Tremble à l'aide d'hallucinogènes. Dans son délire, il se retrouve au milieu d'une fanfare écossaise où Lynd déguisée en joueuse de cornemuse élimine tout le monde y compris Tremble.
Pendant ce temps, les agents du SMERSH attaquent la base du Chiffre et le tuent pour avoir perdu au baccara.
A Londres, Mata est kidnappée par SMERSH dans une soucoupe volante géante, et Sir James et Marie-Minette se rendent au Casino Royale pour la sauver. Ils découvrent que le casino est situé au sommet d'un quartier général souterrain géant dirigé par le méchant Dr Noé, le neveu de Sir James, Jimmy Bond, un ancien agent du MI6 qui a fait défection pour contrarier son célèbre oncle. Alors qu'ils tombent dans son piège, Jimmy révèle qu'il envisage d'utiliser la guerre biologique pour rendre toutes les femmes belles et tuer tous les hommes mesurant plus de 1,37 m (4 pieds 6 pouces), faisant de lui le « grand homme » qui obtient toutes les filles. Jimmy a déjà capturé la « Nouvelle Arme Secrète » et il essaie de la persuader d'être sa partenaire. Elle accepte, mais seulement pour le tromper en lui faisant avaler une de ses pilules atomiques, le transformant en une bombe atomique ambulante.
Sir James, Marie-Minette, Mata et Cooper parviennent à s'échapper de leur cellule et se frayent un chemin jusqu'au bureau du directeur du casino où Sir James établit que Lynd est un agent double. Le casino est envahi par des agents secrets et une bataille s'ensuit. Le soutien d'une tribu d'indien américains et de légionnaires français arrive, ajoutant au chaos. Pendant ce temps, Jimmy compte à rebours une série de hoquets, chacun le rapprochant de la catastrophe. La pilule atomique explose, détruisant Casino Royale et tout le monde à l'intérieur. Sir James, Lynd, Cooper, la « Nouvelle Arme Secrète », Mata, Evelyn et Jimmy apparaissent au paradis mais Jimmy Bond descend rôtir en enfer.

## Fiche technique
- Titre : Casino Royale
- Réalisation : Val Guest, assisté de Richard Talmadge
- Scénario : Wolf Mankowitz, John Law et Michael Sayers d'après le roman Casino Royale de Ian Fleming, avec la participation ponctuelle, non créditée au générique, de Woody Allen, Val Guest, Ben Hecht, Joseph Heller, Terry Southern, Billy Wilder et Peter Sellers
- Musique : Burt Bacharach
- Chansons : 
  - The Look Of Love, paroles d'Hal David et musique de Burt Bacharach, est interprétée par Dusty Springfield dans la version originale et par Mireille Mathieu sous le titre Les Yeux d'amour dans la version française
  - Have No Fear, Bond Is Here, paroles d'Hal David et musique de Burt Bacharach, est interprétée par Mike Redway
- Direction de la photographie : Jack Hildyard
  - Prises de vues additionnelles : Nicolas Roeg et John Wilcox
  - Cadre : Alex Thomson (non crédité)
- Son : John W. Mitchell, Sash Fisher, Bob Jones, Dick Langford
- Décors : Michael Stringer
- Costumes : Julie Harris
- Générique et titres : Richard Williams
- Affiche : Robert McGinnis
- Chorégraphie : Tutte Lemkow
- Montage : Bill Lenny
- Production : Charles K. Feldman, Jerry Bresler et John Dark (producteur associé)
- Sociétés de production : Columbia Pictures Corporation, Famous Artists Productions
- Société de distribution : Columbia Pictures
- Pays de production :  États-Unis /  Royaume-Uni
- Langues de tournage : anglais et français
- Format : couleur par Technicolor — Panavision :
  - Version 35 mm — Son mono
  - Version 70 mm — Son stéréo 6 pistes
- Genre : parodie de film d'espionnage
- Durée : 131 minutes
- Dates de sortie[2] :
  - Royaume-Uni : 13 avril 1967 (première mondiale à Londres), 14 avril 1967 (sortie nationale)
  - États-Unis : 28 avril 1967
  - France : 22 décembre 1967
- Affiche : Georges Kerfyser (France)

## Distribution
Sources et légendes : Version française (VF) sur AlloDoublage
- Peter Sellers (VF : Michel Roux) : Evelyn Tremble / (alias James Bond 007)
- Ursula Andress (VO : Nikki van der Zyl / VF : Nelly Benedetti) : Vesper Lynd / (alias James Bond 007)
- David Niven (VF : Gabriel Cattand) : Sir James Bond
- Orson Welles (VF : Georges Aminel) : Le Chiffre
- Joanna Pettet (VF : Régine Blaess) : Mata Bond / (alias James Bond 007)
- Daliah Lavi (VF : Hélène Vallier) : la « Nouvelle Arme Secrète » / (alias James Bond 007) (The Detainer en V.O.)
- Woody Allen (VF : Gérard Hernandez) : Jimmy Bond (neveu de James Bond) / Dr. Noé (Dr. Noah en V.O.) / (alias James Bond 007)
- Deborah Kerr (VF : Paula Dehelly) : l'agent Mirabelle / (alias Lady Fiona McTarry)
- William Holden (VF : Marc Cassot) : Ransome (CIA)
- Charles Boyer (VF : Lui-même) : Le Grand (Deuxième Bureau)
- John Huston (VF : Jean-Henri Chambois) : McTarry (alias « M »)
- Kurt Kasznar (VF : Charles Millot) : Smernov (KGB)
- George Raft (VF : Yves Brainville) : lui-même
- Jean-Paul Belmondo (VF : Lui-même) : le légionnaire français moustachu
- Terence Cooper (VF : Denis Savignat) : Cooper / (alias James Bond 007)
- Barbara Bouchet (VF : Nelly Vignon) : Marie-Minette / (alias James Bond 007) (Moneypenny en V.O.)
- Angela Scoular (VF : Sylviane Margollé) : Bouton-d'Or (Buttercup en V.O.)
- Gabriella Licudi : Eliza
- Tracey Crisp : Heather
- Elaine Taylor : Peg
- Jacqueline Bisset (VF : Perrette Pradier) : Julie Lacuisse (Miss Goodthighs en V.O.)
- Alexandra Bastedo : Meg
- Anna Quayle : Frau Hoffner
- Derek Nimmo (VF : Philippe Mareuil) : Hadley
- Ronnie Corbett (VF : Howard Vernon) : Polo
- Colin Gordon (VF : Louis Arbessier) : le directeur du Casino Royale
- Bernard Cribbins (VF : Jacques Balutin) : Amédée La Truffe, chauffeur de taxi et agent des Affaires étrangères (Carleton Towers en V.O.)
- Tracy Reed : Fang Leader
- John Bluthal (en) (VF : Roger Crouzet) : le portier du Casino Royale / l'homme au chapeau melon explosif (MI-5)
- Geoffrey Bayldon (VF : Roger Tréville) : « Q »
- John Wells (VF : Pierre Trabaud) : Fordyce, l'assistant de « Q »
- Duncan Macrae : Inspecteur Mathis
- Graham Stark : le caissier du Casino Royale
- Chic Murray : Chic, un homme de main du SMERSH
- Jonathan Routh : John, un homme de main du SMERSH
- Richard Wattis : l'officier de l'armée britannique appelant sa femme à la vente aux enchères
- Vladek Sheybal (VF : Serge Lhorca) : le représentant du Chiffre à la vente aux enchères
- Percy Herbert (VF : Georges Atlas) : le premier joueur de cornemuse en Écosse
- Penny Riley : la contrôleuse du scalextric
- Jeanne Roland : la capitaine des gardes du Dr. Noé
- John Le Mesurier : le chauffeur de « M » (non crédité)
- Peter O'Toole (VF : Georges Aminel) : le joueur de cornemuse dans le rêve (non crédité)
- Elke Sommer : Jane, la conductrice ennemie (non crédité)
- Geraldine Chaplin et Richard Talmadge : les "Keystone Cops" (non crédité)
- Samantha Jewel, Vanessa Sutton, Tony Burnett, Marilyn Ricard, Jane Forster et Caroline Munro : des gardes du Dr. Noé (non crédités)
- Anne Thompson et Greta Van Rantwyck : les filles peintes en or du Casino Royale (non créditées)
- Harry Hutchinson : le premier valet de Sir James Bond (non crédité)
- Erik Chitty (VF : Henri Virlogeux) : le deuxième valet de Sir James Bond (non crédité)
- Peter Ashmore (VF : Albert Médina) : le barman du Dr. Noé (non crédité)
- David Prowse : le monstre de Frankenstein (non crédité)
- Robert Rowland : un agent du MI-5 (non crédité)
- Milton Reid : le gardien du temple (non crédité)
- Maurice Browning : Charly, un moine du temple (non crédité)
- Hal Galili : l'officier américain appelant sous la table à la vente aux enchères (non crédité)
- Burt Kwouk : le général chinois hystérique à la vente aux enchères (non crédité)
- Jack Gwillim : un officier britannique à la vente aux enchères (non crédité)
- Andre Charisse : l'officier français des douanes (non crédité)
- Stirling Moss : le conducteur de la voiture de sport devant le Casino Royale (non crédité)
- Jennifer Baker et Susan Baker : les assistantes du Chiffre (non crédités)
- Frances Cosslett : Michele (non créditée)
- Valentine Dyall (VF : Pierre Collet) : voix du Dr. Noé (non crédité)

## Un James Bond à part

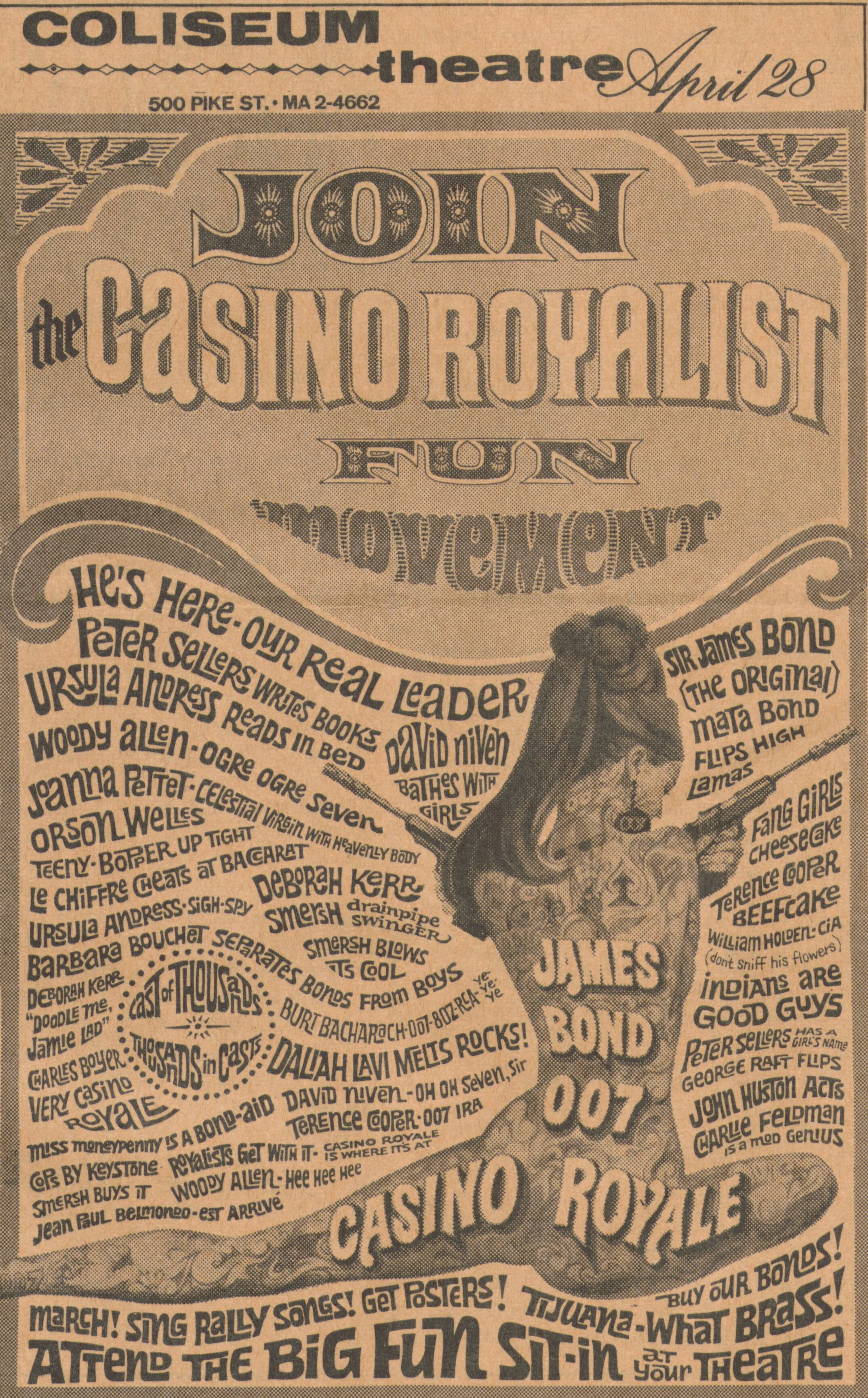
Publicité pour le film.

Albert R. Broccoli (producteur de James Bond 007 contre Dr No et de Goldfinger entre autres) n'a jamais pu obtenir les droits du roman Casino Royale, ceux-ci ayant été acquis précocement par la chaîne de télévision CBS (qui en fit un téléfilm en 1954), puis par le producteur Gregory Ratoff, qui mourut en 1960 avant d'avoir pu monter une nouvelle adaptation du roman. Sa veuve revendit les droits au producteur Charles K. Feldman qui, voyant l'énorme succès des James Bond produits entre-temps par Harry Saltzman et Albert R. Broccoli, entreprit de monter Casino Royale pour le grand écran. Le scénariste Ben Hecht eut le temps de rédiger plusieurs versions d'un script juste avant son décès en 1964. L'acteur choisi au départ était Sean Connery mais ce dernier déclina le rôle, notamment à cause de son contrat avec Harry Saltzman et Albert R. Broccoli. Le film aurait d'ailleurs dû se faire en collaboration avec ces deux derniers mais les négociations ayant échoué, Charles K. Feldman convainquit à la place le studio Columbia Pictures de le produire sur la base du script, encore sérieux, de Ben Hecht, qui envisageait que James Bond soit désormais un nom de code attribué à plusieurs autres agents pour perturber les ennemis, le véritable James Bond étant décédé. Cela permettait surtout de mieux faire passer auprès du public l'étrangeté d'avoir un autre acteur que Sean Connery dans le rôle.
Feldman changea par la suite d'approche pour le projet et, plutôt que de rivaliser directement avec la franchise de Saltzman et Broccoli, décida de produire une parodie à gros budget. Il fit donc réécrire le scénario sur un mode plus humoristique, et voulut confier le premier rôle à Peter Sellers, avec lequel il avait déjà travaillé sur Quoi de neuf, Pussycat ?. Sellers était toutefois réticent à l'idée d'incarner Bond, déjà trop défini selon lui dans l'imaginaire collectif. Feldman entreprit alors de remettre en avant une idée du script de Ben Hecht (la seule qui en ait été conservée) et de transformer le personnage de Sellers en celui d'un quidam qui doit, pour une mission, se faire passer pour James Bond, le véritable James Bond étant quant à lui retraité. Pour jouer ce Sir James Bond plus âgé, l'acteur retenu fut David Niven, déjà pressenti (parmi les six sélectionnés par la production) par Ian Fleming pour incarner son célèbre agent 007. Peter Sellers, qui interprète un expert en baccarat du nom d'Evelyn Tremble, resta cependant mal à l'aise avec son rôle, peu convaincu par la tournure parodique donnée à l'intrigue. Pendant le tournage, une grave inimitié avec Orson Welles, qui incarne Le Chiffre, son adversaire et principal partenaire à l'écran, aggrava encore les choses. Sellers multiplia les conflits avec la production et les absences. Feldman décida alors de le renvoyer avant de lui faire tourner toutes les scènes prévues, ce qui contribue à expliquer certaines ellipses concernant son personnage, et sa brusque disparition du récit.
L'intrigue du film, en dehors des scènes entre Evelyn Tremble et Le Chiffre, n'a que peu de rapports avec celle du roman dont il est tiré. EON Productions, producteur habituel des films de James Bond, a réalisé, après avoir pu en acquérir les droits, une nouvelle adaptation, sortie en novembre 2006, et qui est le 21e de la série produite par cette firme, plus conforme au roman de Ian Fleming.
Du fait du nombre de réalisateurs et de scénaristes (crédités ou non) de Casino Royale, travaillant chacun sans souci de cohérence avec les autres, le film est relativement décousu et son rythme déroutant. Charles K. Feldman tenta en effet, plutôt que de remplacer Peter Sellers, de le garder en tête d'affiche et de conserver ses scènes déjà tournées mais d'accentuer encore la dimension absurde et les sautes de ton, pour en faire un élément constitutif du comique du film, avec de multiples James Bond plus ou moins crédibles.  La critique ne fit pas un très bon accueil au résultat qui, malgré un budget énorme pour l'époque, rentra finalement dans ses frais. La musique de Burt Bacharach interprétée notamment par l'orchestre de Herb Alpert, et certaines scènes lounge font de Casino Royale un film emblématique de l'époque dite pop et un monument de ce que l'on appelle désormais l'easy listening, au même titre que des films tels que Diamants sur canapé (1961) (Breakfast at Tiffany's en VO) ou The Party (1968). Peter Sellers, en raison de son comportement durant le tournage et des difficultés qu'il avait occasionnées à Charles K. Feldman (décédé l'année suivante d'un cancer du pancréas), se retrouva par ailleurs dans la pratique mis sur liste noire par les grands studios, et sa carrière connut un certain passage à vide pendant plusieurs années.

## Autour du film
- Lors des scènes en gros plan sur les mains de l'agent Mirabelle, ce sont celles d'Anjelica Huston que l'on peut voir. Il s'agissait de la première participation de l'actrice à un long métrage, qui n'a pas été créditée au générique.
- James Bond fait par deux fois référence à son homonyme qui est aussi agent des services secrets britanniques, il s'agit d'un clin d'œil au James Bond joué par Sean Connery dans les films officiels d'EON Productions. La première fois, il interroge M à son sujet lors de sa visite dans son château en émettant le souhait qu'il fasse partie des agents tués en mission. La seconde fois, lorsqu'il remplace M à la tête du MI6, il s'informe de la situation des différents agents en mission à travers le monde et notamment de son homonyme, ce à quoi on lui répond qu'il a démissionné et s'est fait embaucher à la télévision, nouveau clin d'œil à la série cinématographique James Bond.
- Ursula Andress qui tient ici le rôle de Vesper Lynd est notamment connue pour avoir joué le rôle de la première James Bond Girl au cinéma, Honey Rider dans le premier film de James Bond, James Bond 007 contre Dr No.
- Angela Scoular qui tient le rôle de Bouton d'Or joue deux années plus tard dans le sixième opus de la saga officielle de James Bond, Au service secret de sa Majesté.
- L'acteur français Jean Paul Belmondo fait une courte apparition lors de la scène finale (la bagarre générale et la destruction du Casino) : il incarne un soldat de la Légion étrangère qui distribue des coups de poing et se mélange dans les langues, ne sachant jamais s'il doit dire Ouch! (en anglais) ou Aïe ! (en français) à chaque coup porté ou reçu. Un autre acteur français, Charles Boyer, incarne le Chef du Deuxième Bureau (dans les scènes d'ouverture du film). Son véhicule est une DS Citroën noire, iconique des services officiels de l'époque gaulliste.
- Caroline Munro qui tient le rôle d'une garde du Dr Noé apparait en 1977 dans le dixième opus de la saga officielle de James Bond, L'Espion qui m'aimait.